# 3757 Anagolay
3757 Anagolay, inițial denumit  (3757) 1982 XB, este un asteroid din grupul Apollo, descoperit pe 14 decembrie 1982 de Eleanor Helin.